# Enrique Ortúzar
Pour les articles homonymes, voir Ortuzar (homonymie).
Enrique Ortúzar Escobar, né à Santiago du Chili le 7 novembre 1914 et mort dans la même ville le 26 février 2005, est un juriste et un homme politique chilien. 
Ministre des Affaires étrangères sous la présidence de Jorge Alessandri. Après le coup d'État de 1973, il collabore avec la junte militaire, où il a présidé la Comisión de Estudios de la Nueva Constitución, plus connue sous le nom de Commission Ortúzar.